# Dorthe Nors

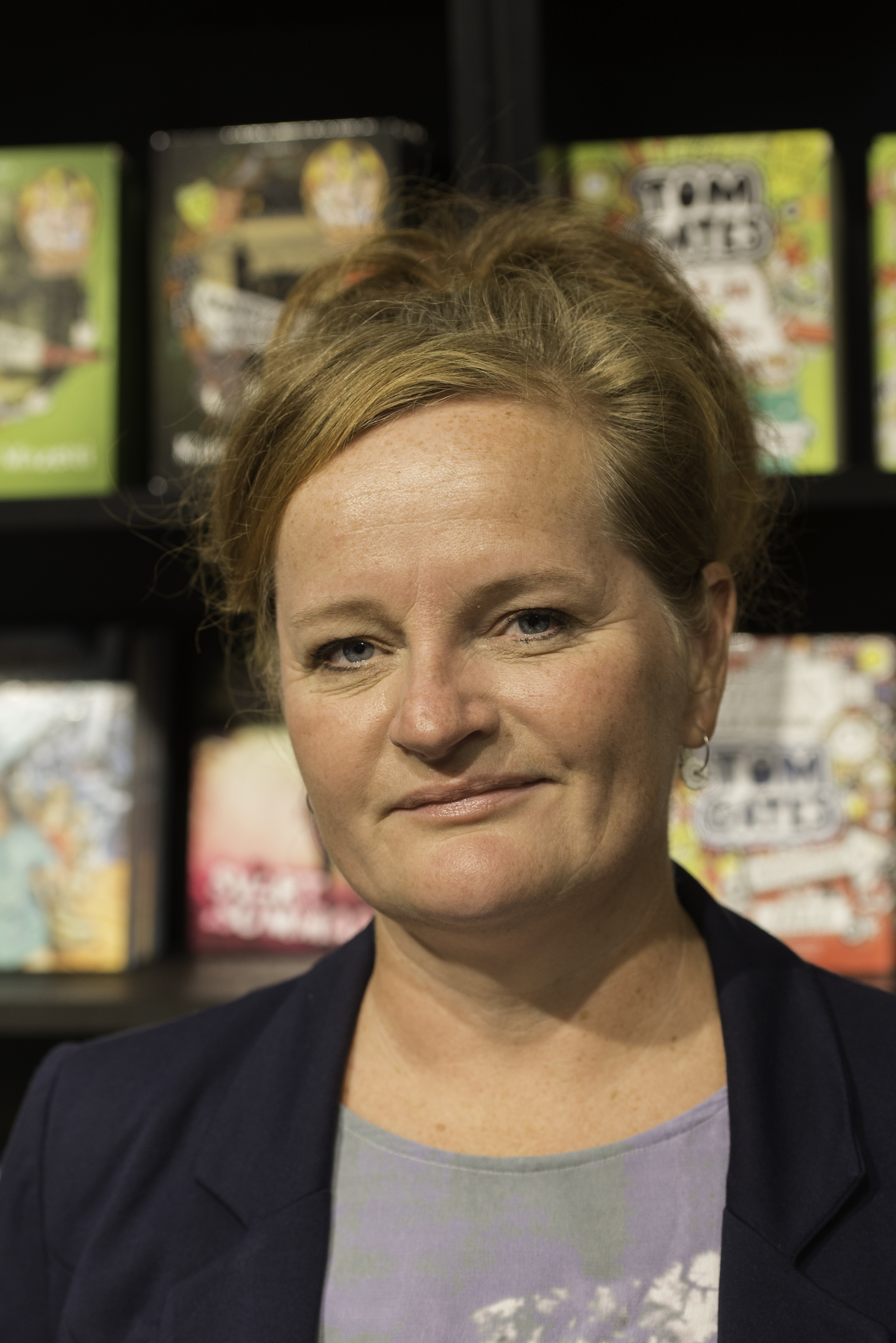
Dorthe Nors (2015)

Dorthe Nors (geboren 20. Mai 1970 in Herning) ist eine dänische Schriftstellerin.  

## Leben
Dorthe Nors studierte Kunstgeschichte und nordische Literatur an der Universität Aarhus. Sie veröffentlichte bis 2015 vier Romane und eine Sammlung Kurzgeschichten. Übersetzungen ihrer Kurzgeschichten erschienen auch in Deutsch und Englisch und 2013 auch im The New Yorker. 
Nors erhielt 2014 den Per-Olov-Enquist-Preis. 2017 wurde die englische Übersetzung von Spejl, skulder, blink (Mirror, Shoulder, Signal) auf die Shortlist des Man Booker International Prize gesetzt.

## Werke
- Soul : roman. København : Samleren, 2001
- Stormesteren : roman. København : Samleren, 2003
- Ann Lie : roman. København : Samleren, 2005
- Kantslag : noveller. København : Samleren, 2008
  - Handkantenschlag. Erzählungen. Aus dem Dänischen von Ulrich Sonnenberg. Hamburg : Osburg, Murmann, 2014
- Dage. Erzählung. København : Samleren, 2010
- Minna mangler et øvelokale : roman. København : Samleren, 2013
- Spejl, skulder, blink. Kopenhagen : Gyldendal, 2016